# Нигбур, Норберт
Но́рберт Ни́гбур (нем. Norbert Nigbur; 8 мая 1948) — немецкий футболист, вратарь.

## Карьера
В сезоне 1971/72 выдал сухую серию в Бундеслиге в играх за «Шальке», которая составляла 555 минут.
Поехал на чемпионат мира 1974 года как третий запасной вратарь. На поле не сыграл ни одной минуты.
Дебютировал в сборной Германии в феврале 1974 года в товарищеском матче против команды Испании. Последний матч за сборную сыграл в 1980 году против сборной команды Австрии. В конце 70-х — начале 80-х соперничал с Харальдом Шумахером за место лучшего вратаря Германии. Проиграл место в сборной из-за травмы колена, которая произошла в апреле 1980 года, выбила его из игрового ритма на полгода и не позволила поехать на Чемпионат Европы.